# 叙尔特岛坎彭
叙尔特岛坎彭（德語：Kampen (Sylt)），简称坎彭（德語：Kampen，發音：[ˈkampn̩] ⓘ），是德国石勒苏益格-荷尔斯泰因州北弗里斯兰县的市镇，位于叙尔特岛中北部，面积8.43平方千米，2023年12月31日人口为462人。